# Usclas-d'Hérault

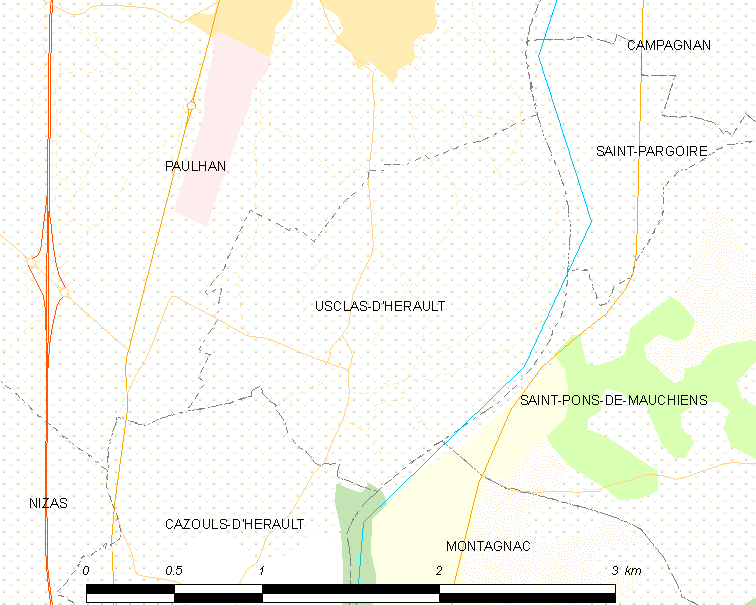
Mapa

 Usclas-d'Hérault  es una población y comuna francesa, situada en la región de Occitania, departamento de Hérault, en el distrito de Lodève y cantón de Mèze.

## Demografía
| 169 | 166 | 129 | 134 | 147 | 144 | 344 |
| Para los censos de 1962 a 1999 la población legal corresponde a la población sin duplicidades (Fuente: INSEE [Consultar]) |     |     |     |     |     |     |